# Otto Göbl
Otto Göbl (Murnau am Staffelsee, 16 settembre 1936 – 17 luglio 2009) è stato un bobbista tedesco.

## Biografia
Viene ricordato come vincitore di una medaglia d'argento nella sua disciplina, ottenuta ai campionati mondiali del 1958 (edizione tenutasi a Garmisch-Partenkirchen, Germania) insieme ai suoi connazionali Franz Schelle, Josef Sterff e Eduard Kaltenberger
Nell'edizione l'oro andò all'altra nazionale tedesca. Ai mondiali del 1959 sempre nel bob a quattro vinse una medaglia di bronzo, nel 1960 una medaglia d'argento nel bob a due e nel 1962 vinse una medaglia d'oro nuovamente nel bob a quattro.